# Lauris Norstad
Lauris Norstad (né le 24 mars 1907 - décédé le 12 septembre, 1988) était un Général américain de l'United States Army Air Forces et de l'United States Air Force. Diplômé de l'Académie militaire de West Point en 1930, il entame sa carrière militaire au sein de l'armée de l'air et participe à la Seconde Guerre mondiale dans les états majors des forces aériennes américaines. Après guerre, il participe à la réorganisation des forces armées des États-Unis et notamment à la création de l'United States Air Force, puis intègre l'OTAN avant de prendre le commandement Suprême des Forces Alliées en Europe (SACEUR) en 1956.

## Jeunesse et début de carrière
Lauris Norstad est né à Minneapolis dans le Minnesota en 1907. Il obtient son diplôme d'études secondaires à l'Académie militaire Saint Thomas (en) à St Paul, Minnesota. Il sort diplômé de l'Académie militaire de West Point en 1930 et fut nommé sous-lieutenant de Cavalerie. En septembre 1930, il entre à la Primary Flying School à la March Joint Air Reserve Base (en) en Californie, et sort diplômé de cette école de pilotage avancé en juin 1931 et intègre l'armée de l'air. Il est envoyé à la Schofield Barracks (en) à Hawaï, affecté en janvier 1932 au 18th Wing, escadre dont il prendra le commandement en juillet 1933. En mars 1936, il est nommé aide de camp du 9th Reconnaissance Wing. Il suit les cours de la Air Corps Tactical School (en) à la Maxwell Air Force Base en Alabama à partir de septembre 1939 avant de rejoindre à la fin de cette même année la base Mitchel Field en tant qu’officier chargé de l’école de navigation.
En juillet 1940, il est nommé à la Langley Air Force Base en Virginie comme adjudant du 25th Bomb Group. En novembre, il est nommé chef d'état-major adjoint du renseignement de la Force aérienne. En février 1942, il est nommé membre du Conseil consultatif du commandant général des United States Army Air Forces (l’USAAF, ancêtre de l’US Air Force) à Washington, D.C.

## Seconde Guerre mondiale
En août 1942, le général Norstad est nommé chef d'état-major pour les opérations de la 12e Air Force, qui intervient en septembre en Grande-Bretagne et en novembre en Afrique française du Nord pour participer à l’opération Torch. À Alger, il rencontre Dwight D. Eisenhower qui dit à son sujet : « It was on that occasion that I first met Lieutenant-Colonel Lauris Norstad, a young air officer who so impressed me by his alertness, grasp of problems, and personality that I never thereafter lost sight of him. He was and is one of those rare men whose capacity knows no limit. ». En février 1943, il est promu brigadier général et devient chef d’état-major pour les opérations aériennes en Afrique du Nord et en décembre, chef des opérations aériennes pour la Méditerranée à Alger puis à Caserte en Italie. Transféré à Washington, en août 1944, le général Norstad devient chef adjoint de la Force aérienne au QG de l'USAAF et chef d’état-major de la 20e Air Force. En juin 1945, il est élevé au grade de  major général.
En juin 1946, il est nommé directeur  de la division  des plans et opérations au Département de la Guerre des États-Unis à Washington. Le 1er octobre 1947, à la suite de la division du Département de la Guerre des États-Unis en Département de l'Armée des États-Unis et Département de la Force aérienne des États-Unis, le général Norstad est nommé chef d’état-major en second pour les opérations de la Force aérienne. Le mois de mai suivant, il obtient des fonctions par intérim de vice-chef d’état-major de la Force aérienne. Dans cette affectation, il est responsable de la réorganisation de l'US Air Force après la Seconde Guerre mondiale. En collaboration avec le vice-amiral Forrest Sherman (en), il participe aux négociations entre l'US Navy et l'US Army sur le National Security Act (États-Unis) de 1947 qui réorganise les forces armées des États-Unis.

## OTAN et fin de carrière

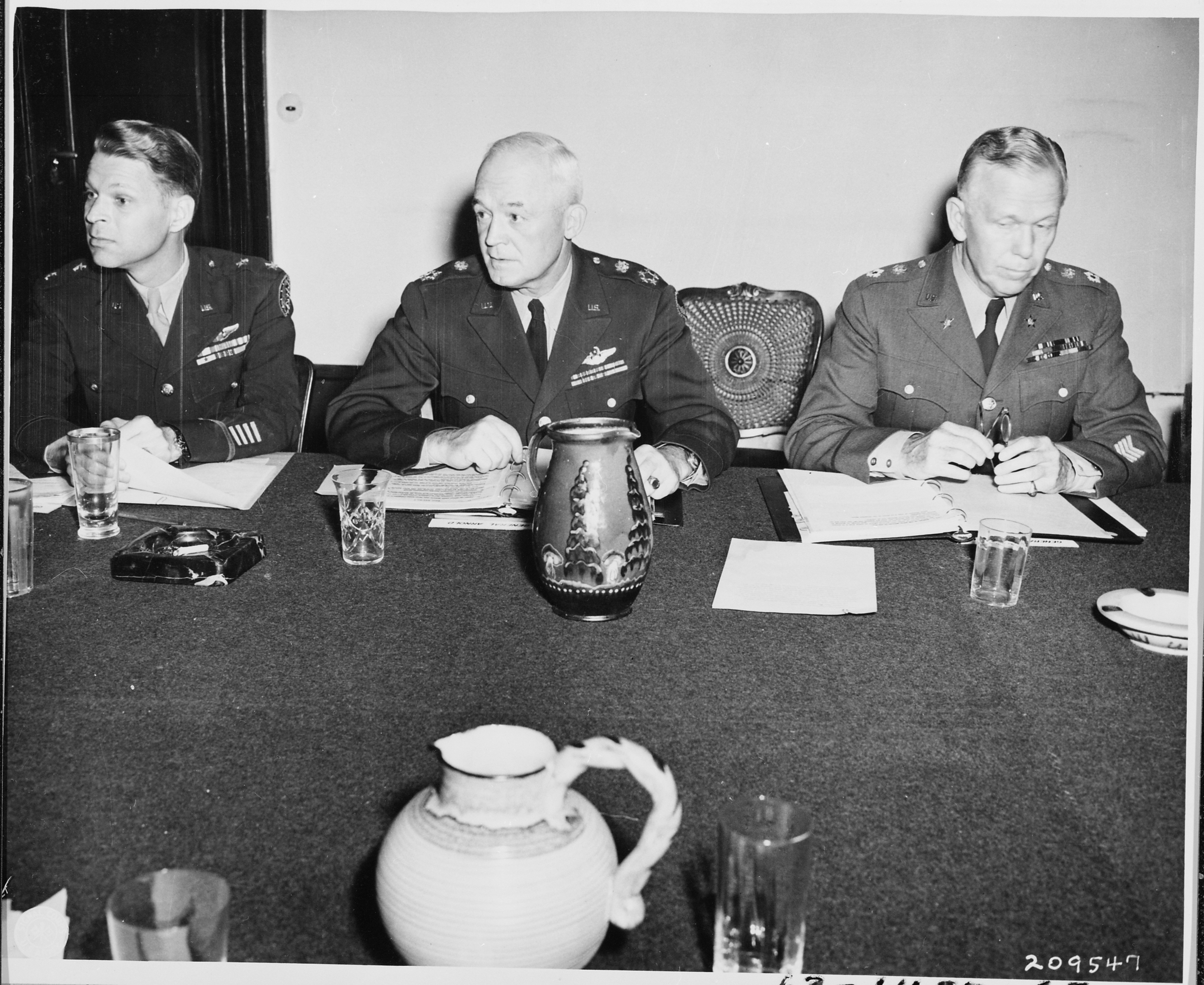
Lauris Norstad (à gauche) lors d'une réunion à la conférence de Potsdam, 1945

En 1950, le général Norstad prend le commandement de l’United States Air Forces in Europe (USAFE) à Wiesbaden en Allemagne. Le 2 avril 1951, il assume aussi la fonction de  commandant des Forces aériennes alliées en Europe centrale pour le Grand quartier général des puissances alliées en Europe (SHAPE). Le 27 juillet 1953, il est nommé adjoint aux forces aériennes pour le Commandant Suprême des Forces Alliées en Europe (SACEUR), Alfred M. Gruenther (en).
Relevé de ses fonctions d'adjoint à l'air du Commandant suprême allié en Europe, le général Norstad prend le commandement Suprême des Forces Alliées en Europe le 20 novembre 1956, sur la décision du président des États-Unis. Il fait la une du Time Magazine en décembre 1957. En tant que tel, il incite d'abord la France à développer sa propre capacité nucléaire, mais cette position fut compliquée à tenir au vu des rapports tendus entre la politique gaullienne d’indépendance et l’OTAN. Il occupe ce poste jusqu'en janvier 1963, remplacé par le général Lyman Lemnitzer. Le général Norstad prend sa retraite militaire le 31 décembre 1963.
Lors de sa carrière militaire, il reçoit la Air Force Distinguished Service Medal, la Silver Star, la Legion of Merit, Air Medal, la croix française de chevalier de la Légion d'honneur par décision du général de Gaulle  et le Grand cordon de l'ordre de Léopold (Belgique). Après sa retraite, il travaille de 1963 à 1972 pour Owens Corning à New York d'abord comme directeur puis comme PDG et participe au conseil d'administration de la RAND Corporation,. Il décède d'un arrêt cardiaque le 12 septembre 1988. Il est enterré au cimetière national d'Arlington,.

Vue du cimetière national d'Arlington en 2007.